# Снятие крещения
Сня́тие креще́ния (раскре́щивание, дебапти́зм) — ритуал, обряд или имитация религиозного обряда, выполняемый с целью «снять» с человека крещение, отменить его, сделать его недействительным. Большинство христианских церквей считает совершение подобного невозможным, ибо они полагают, что крещение оставляет так называемую «неизгладимую печать», а потому оно совершается только один раз в жизни человека и ни при каких обстоятельствах не может быть отменено или совершено повторно. С их точки зрения, крещёный останется крещёным, даже если он откажется от христианства, приняв другую религию, или полностью откажется от религии. Другие группы людей совершают различные ритуалы против крещения.

## История
Немецкий летописец Генрих Латвийский в «Хронике Ливонии» отмечал массовые случаи снятия крещения у населения Прибалтики в конце XII века, для которого христианство было религией завоевателей: 
… ливы, выйдя из обыкновенных бань, стали обливаться водой в Двине, говоря: «Тут мы речной водой смываем воду крещения, а вместе и самое христианство; принятую нами веру мы бросаем и отсылаем вслед уходящим саксам»

## Снятие крещения у неоязычников
Некоторые неоязычники (например, среди родноверов и виккан) считают такой обряд необходимым для освобождения от связи с чуждым им божеством (Христом) и для того, чтобы человек мог обратиться к языческим богам. Часто обряд снятия крещения непосредственно предшествует обряду имянаречения или совмещается с ним. Единой формы проведения обряда, по-видимому, не существует, различные сообщества язычников используют разные формы.

## Снятие крещения у атеистов

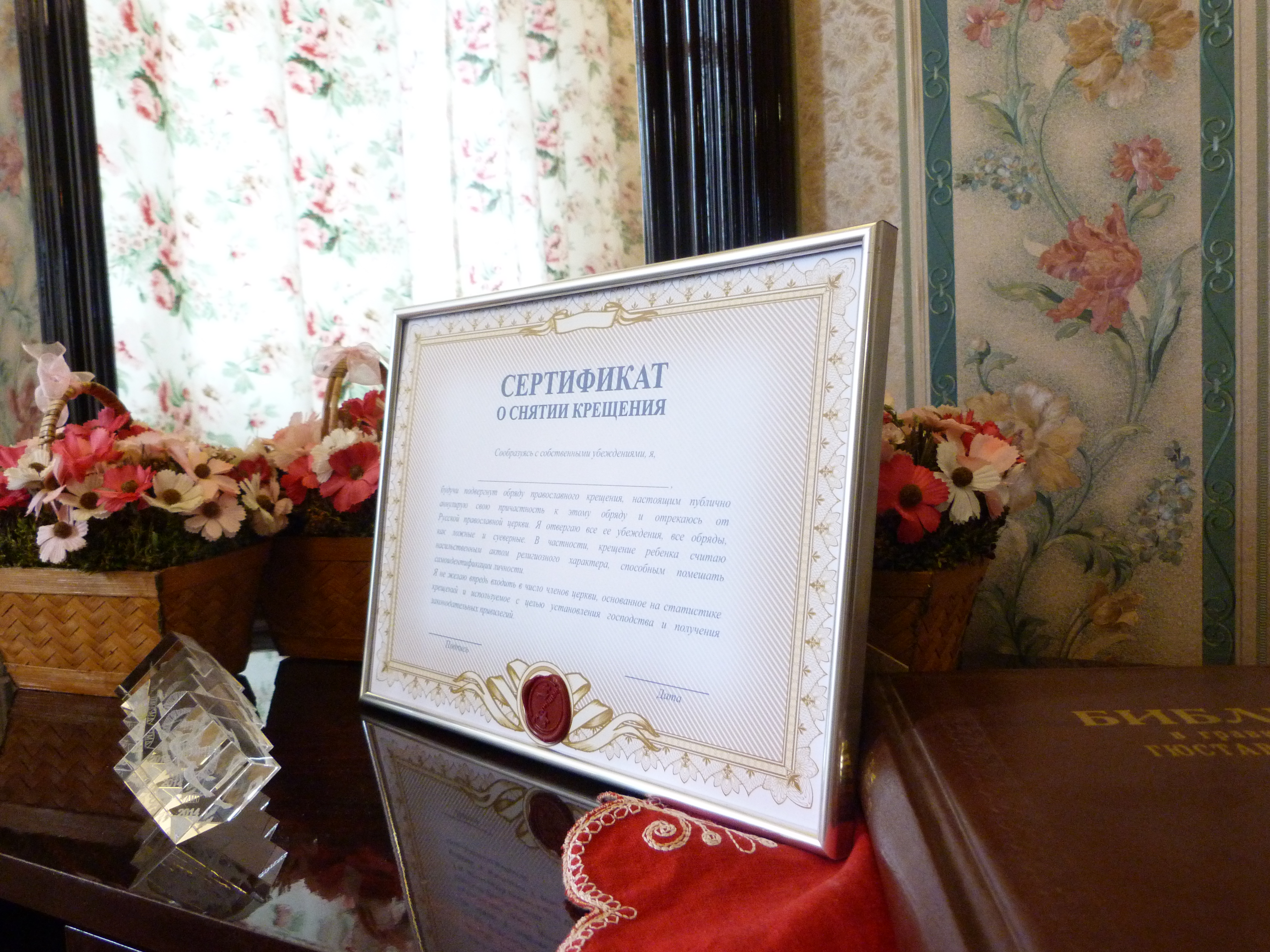
Сертификат о снятии крещения

Атеисты зачастую проводят подобные церемонии, которые иногда воспринимаются как шутка. Желание раскреститься может быть вызвано протестом против практики приобщения детей к церковной жизни в несознательном возрасте через крещение детей. Кроме того, большое число людей хотят быть исключёнными из официальных церковных списков крещёных, так как опасаются, что некоторые формально крещёные могут использоваться религиозными организациями для обоснования своих претензий, например, на законодательные льготы.
Например, российский сайт debaptism.ru продаёт сертификаты раскрещивания. Сертификат содержит следующий текст:

 Сообразуясь с собственными убеждениями, я, (ФИО), будучи подвергнут(а) обряду православного крещения, настоящим публично аннулирую свою причастность к этому обряду и отрекаюсь от русской православной церкви. Я отвергаю все её убеждения, все обряды, как ложные и суеверные. В частности, крещение ребёнка считаю насильственным актом религиозного характера, способным помешать самоидентификации личности.
Я не желаю впредь входить в число членов церкви, основанное на статистике крещений и используемое с целью установления господства и получения законодательных привилегий. 
Некоторые атеистические организации, в том числе Союз рационалистов, атеистов и агностиков (итал. Unione degli Atei e degli Agnostici Razionalisti) в Италии и Национальное секулярное общество (англ. National Secular Society) в Великобритании, выдают «сертификаты о раскрещивании», но даже они сами не утверждают, что подобные сертификаты имеют юридическую или каноническую силу. Церковь Англии отказывается что-либо делать по требованию предъявителя сертификата о раскрещивании. Римско-католическая церковь рассматривает получение сертификата о раскрещивании наравне с любым другим актом отречения от католической веры; с 2006 по 2009 год она рассматривала это как формальный акт отречения и отмечала в реестре крещёных.
В других атеистических группах проводят шуточное «раскрещивание» при помощи фена.

## Точка зрения христианских церквей
Протоиерей Михаил Самохин указывает, что православная церковь считает абсурдным «аннулирование» крещения, утверждая, что, как нельзя, родившись телом, вернуться в утробу матери, так нельзя, родившись от духа, перестать быть от него рождённым. Человек может отречься от бога и церкви, однако крещёным он все равно остаётся (если у него возникнет желание вернуться в церковь, то от него потребуется покаяние в совершённых грехах, но креститься ещё раз ему не нужно).
Католическая церковь также считает «аннулирование» крещения невозможным, но с 1983 по 2009 год она предусматривала, что существует как отречение по факту (через апостасию, ересь или схизму), так и Формальный выход из католической церкви (англ. Formal act of defection from the Catholic Church) (лат. Actus formalis defectionis ab Ecclesia catholica) — когда человек, самостоятельно, осознанно и добровольно принявший решение об отказе от католической веры, направляет письменное заявление уполномоченному церковнику, который принимает решение о том, можно ли это считать подлинным отречением от веры и отделением от церкви. Такие отречения затем фиксировались в регистре крещёных, но как отдельные факты; это вряд ли можно считать действительным «раскрещиванием», даже если человек отказывался не только от членства в католической церкви, но и от христианства вообще. Факт совершения крещения оставался фактом: католическая церковь также считает крещение «неизгладимой печатью», установлением «онтологической и постоянной связи, которая не теряется ни из-за какого акта или факта вероотступничества» (англ. is an ontological and permanent bond which is not lost by reason of any act or fact of defection.).
Несмотря на это, формальные требования раскрещивания имели место. Так, во Франции один человек подал судебный иск против французской католической церкви из-за того, что она «отказалась аннулировать его крещение». Истец был «раскрещён» в 2000 году и десять лет спустя потребовал, чтобы его имя было вычеркнуто из списков крещёных. Суд в Нормандии удовлетворил иск, церковь обжаловала это решение. В 2007 году испанец Мануэль Блат Гонсалес подал в суд на католическую церковь в Валенсии, которая отказалась удалить из записей о крещении его имя. Епархия Валенсии мотивировала отказ невозможностью отмены таинства крещения, однако суд удовлетворил иск.
В 2009 году 56-летний лондонец Джон Хант обратился к официальным лицам англиканской церкви с требованием считать совершённое над ним в пятимесячном возрасте крещение недействительным, так как он был слишком мал, чтобы самостоятельно принять такое решение. Сначала представители епархии Саутуарка отказались удалять запись о крещении, но после того, как он опубликовал своё отречение в London Gazette, они согласились внести в неё поправки.